# Подлинная история трёх миров 1991—2001
«Подлинная история трёх миров 1991-2001» — сборник русской фолк-группы «Рада и Терновник», вышедший к 10-летию группы. В плане источников альбом вышел крайне разнообразный. Источниками здесь послужили и студийные альбомы (по одной песне на альбом) и лимитированно изданные концертники. Также в альбом вошли неизданные концертные версии песен группы и 4 студийные композици, по различным причинам не вошедшие в остальные альбомы.

## Список композиций
| №   | Название                          | Оригинальное альбом[уточнить]                          | Длительность |
| --- | --------------------------------- | ------------------------------------------------------ | ------------ |
| 1.  | «Над водою»                       | новая композиция (2000)                                | 3:02         |
| 2.  | «Когда будет тепло»               | Книга о жестокости женщин (2001)                       | 3:37         |
| 3.  | «Холодные времена»                | новая композиция (2000)                                | 4:07         |
| 4.  | «Ты всю ночь молился чужим богам» | «Концерт для саксофона в терновнике» (1997)            | 2:13         |
| 5.  | «Раскажи о том, где ты не был»    | Русский эпос (1998)                                    | 2:25         |
| 6.  | «Привратник радости моей»         | фестиваль «Кульминационный проект» во Владимире (2000) | 4:00         |
| 7.  | «Ты умрёшь в этом городе»         | «Холодные времена»                                     | 3:08         |
| 8.  | «Руками разгребать траву»         | репетиционная база (1994)                              | 4:52         |
| 9.  | «В ледяных пещерах Питера»        | концертв клубе «Табула Раса» (1996)                    | 5:25         |
| 10. | «Выворотка»                       | «Любовь моя печаль»                                    | 4:59         |
| 11. | «За океаном...»                   | новая композиция (2001)                                | 3:14         |
| 12. | «Солнце за луной»                 | новая композиция (2001)                                | 4:50         |
| 13. | «Потемнело»                       | концерт в клубе «Точка» (2001)                         | 4:00         |
| 14. | «Я хочу показать тебе вечный лес» | «Где-то сказки были» (1998)                            | 2:17         |
| 15. | «Белое танго душевнобольных»      | концерт в литературном салоне «Классики XXI века»      | 2:40         |
| 16. | «Похороны»                        | концерт в клубе «Спутник» (2000)                       | 3:21         |
| 17. | «Этническая»                      | концерт в клубе «Эрмитаж» (1995)                       | 7:58         |
| 18. | «Последняя»                       | «Графика» (1992)                                       | 5:52         |